# Stereonephthya lutea
Stereonephthya lutea is een zachte koraalsoort uit de familie Alcyoniidae. De koraalsoort komt uit het geslacht Stereonephthya. Stereonephthya lutea werd in 1912 voor het eerst wetenschappelijk beschreven door Shann. 